# Hirosaki
Hirosaki (japonsky 弘前市) je město v prefektuře Aomori v Japonsku. K roku 2017 mělo zhruba 174 tisíc obyvatel.

## Poloha
Hirosaki leží u severního konce ostrova Honšú v oblasti Tóhoku. Tvoří aglomeraci se severněji ležícími městy Gošogawarou a Cugaru, ale na rozdíl od nich leží zcela ve vnitrozemí. Od Aomori, hlavního města prefektury, je vzdáleno přibližně třicet kilometrů jihozápadně.

## Dějiny
Na město bylo Hirosaki povýšeno 1. dubna 1889 v období Meidži.